# Portret żony (obraz Józefa Mehoffera)
Portret żony, także W laurowej sali – obraz olejny polskiego malarza Józefa Mehoffera z 1909 roku, znajdujący się w Galerii sztuki polskiej 1800-1945 Muzeum Śląskiego w Katowicach.
Portret powstał w 1909 roku. Artysta przedstawił żonę Jadwigę Mehofferową siedzącą na krześle przed dwoma drzewkami w donicach w pomieszczeniu z parkietem. Kolor sukni współgra z barwami tła. Modelka ma na głowie kapelusz z piórami. Spogląda w lewą stronę. Płótno o wymiarach 182 × 164 cm jest sygnowane: JÓZEF MEHOFFER. Muzeum Śląskie zakupiło dzieło od osoby prywatnej we Lwowie w 1929 roku. Obraz prezentowany jest w Galerii sztuki polskiej 1800-1945.